# فنانات

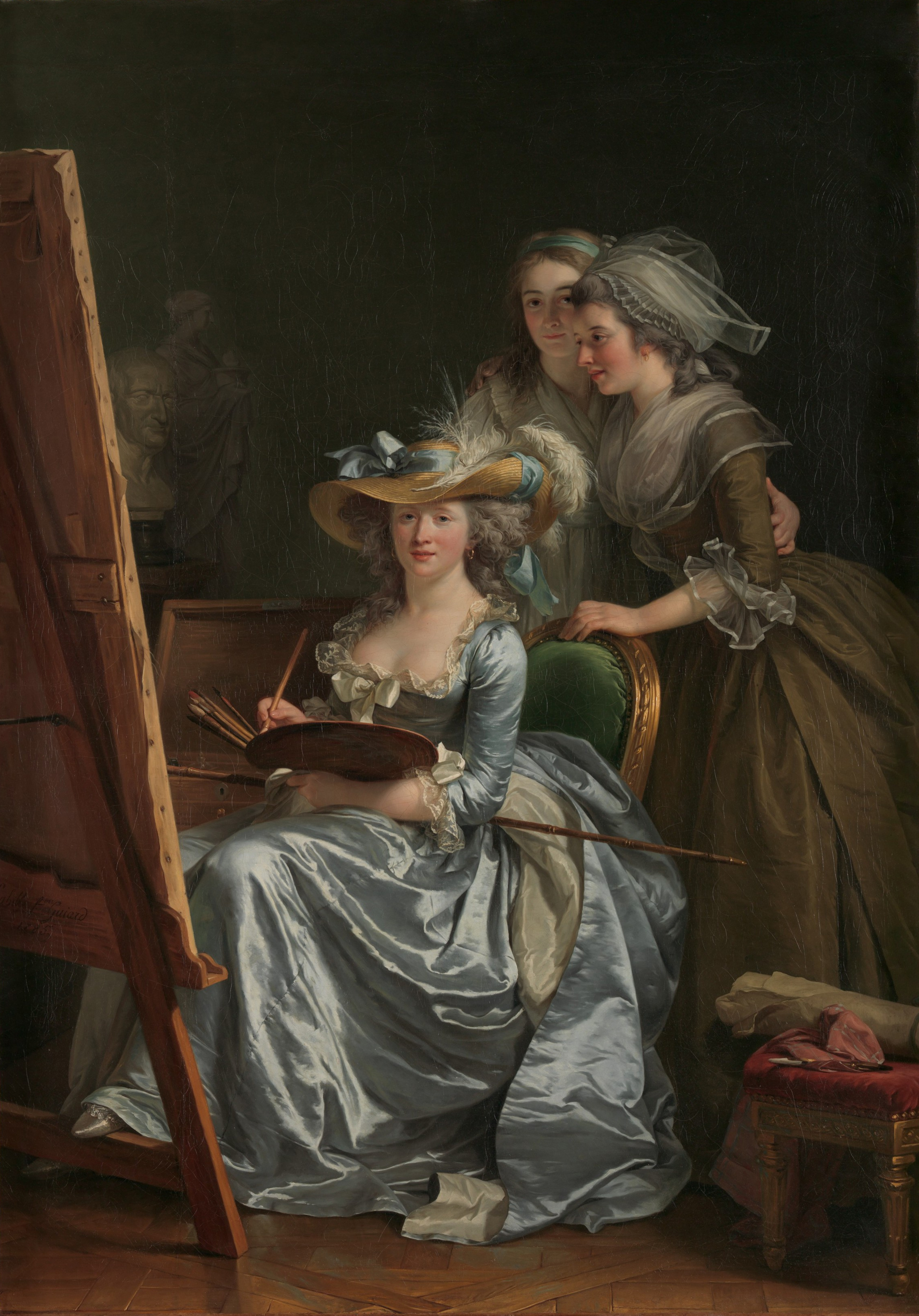
أديلايد لابيه جيار في رسمة ذاتية مع اثنتين من تلميذاتها، 1785، متحف المتروبوليتان للفنون، والتلميذتان هما ماري غابرييل كابيت وكارو دي روزموند.

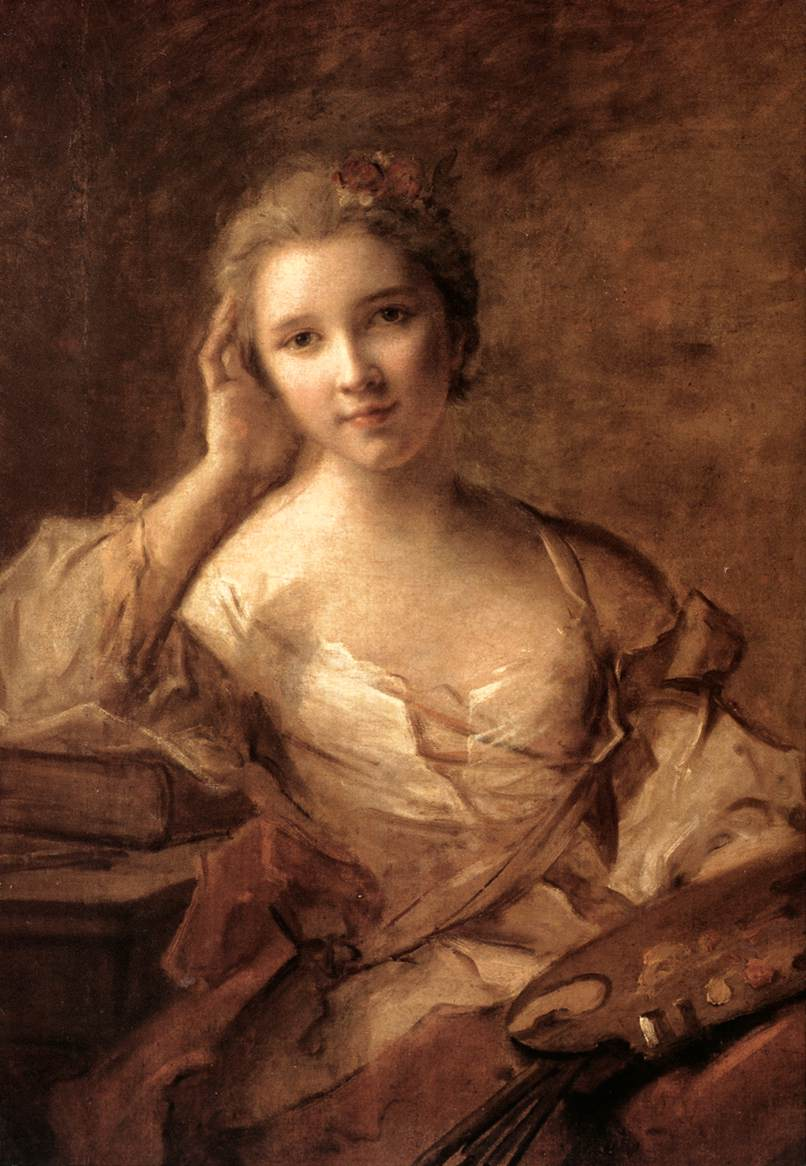
لوحة لشابة رسمها جان مارك ناتييه.

الفنانات أو النساء في الفن ساهمن في صناعة الفن على مر التاريخ، لكن لم تشتهر أعمالهن بنفس شهرة الأعمال الفنية للرجال. عادةً ما تربط بعض وسائل الإعلام بعض الفنون بالمرأة؛ مثل فنون النسيج. يختلف دور المرأة في الفن باختلاف الثقافات والمجتمعات. العديد من الأعمال الفنية، المنسوبة غالباً لنساء، قد تم رفضها تاريخياً من الفنون الكنسية كالحرف، وهذا بخلاف الفنون الجميلة.
واجهت الفنانات تحدياتٍ بسبب التحيّز بين الجنسين في مجال الفنون الجميلة؛ حيث واجهن صعوبات في التدريب، والسفر، الترويج لأعمالهن، ونيل التقدير.
بدايةً من أواخر الستينيات والسبعينيات، أنشأ مؤرخون فنيون وفنانات الحركة الفنية النسائية، التي تعالج دور المرأة في عالم الفن وتكتشف نساء فنانات في التاريخ الفني.

## عصر ما قبل التاريخ
لا توجد سجلات عن فنانات عصور ما قبل التاريخ، لكن تشير دراسات العديد من علماء السلالات البشرية وعلماء الأنثروبولوجيا الثقافية إلى أن النساء غالباً ما كانت هن الفنانات الرئيسيات في ثقافات العصر الحجري الحديث، والتي صنعن خلالها الفخار والمنسوجات والسلال والمجوهرات. وكان من الأساسي التعاون بينهن في إنجاز أعمال كبيرة.

## التاريخ القديم

### الهند
لحوالي ثلاثة آلاف سنة، كانت النساء وحدهن من صنع اللوحات التعبدية لآلهة الهندوس، وهو الفن الذي يعبّر عن الجانب الأكثر ذكاءً من الحضارة الهندية.

### أوروبا والشرق الأوسط قديماً
نادراً ما ذكرت أقدم سجلاّت الثقافات الغربية فنانات معينات، وذلك رغم أنه قد تم تصوير النساء في كل الفنون وأن بعضهن عملن كفنانات. وتذكر المراجع القديمة التي كتبها هوميروس وشيشرون وورغيليوس، أدواراً بارزةً للمرأة في مجال المنسوجات والشعر والموسيقى، وغيرها من الأنشطة الثقافية، دون ذكر فنانات مُحددات.
ومن بين أقدم السجلات التاريخية الأوروبية المهتمة بالفنانات، تظهر كتابات بلينيوس الأكبر، الذي كتب عن عدد من اليونانيات اللاتي عملن بالرسم، ومنهن هيلانة مصر، ابنة تيمون مصر، والتي افترض بعض النقاد المعاصرين أن «فسيفساء الإسكندر» ربما تكون من عملها هي لا من عمل فيلوكسينوس. وهي أيضاً واحدة من عدد قليل من الرسامات المعروفات اللاتي عملن في اليونان القديمة، واشتهرت بأنها رسمت لوحة معركة إسوس التي عُلّقت في معبد السلام في عهد فسبازيان. وبقيت أعمال بعض الفنانات الأخريات، منهن تيماريتي وإيريني وكاليبسو وأريستاريتي وإيايا وأوليمبياس، في الفخار اليوناني القديم؛ مثل «كابوتي هيدريا» بمجموعة تورنتو في ميلانو.

## تشويه المرأة في تاريخ الفن

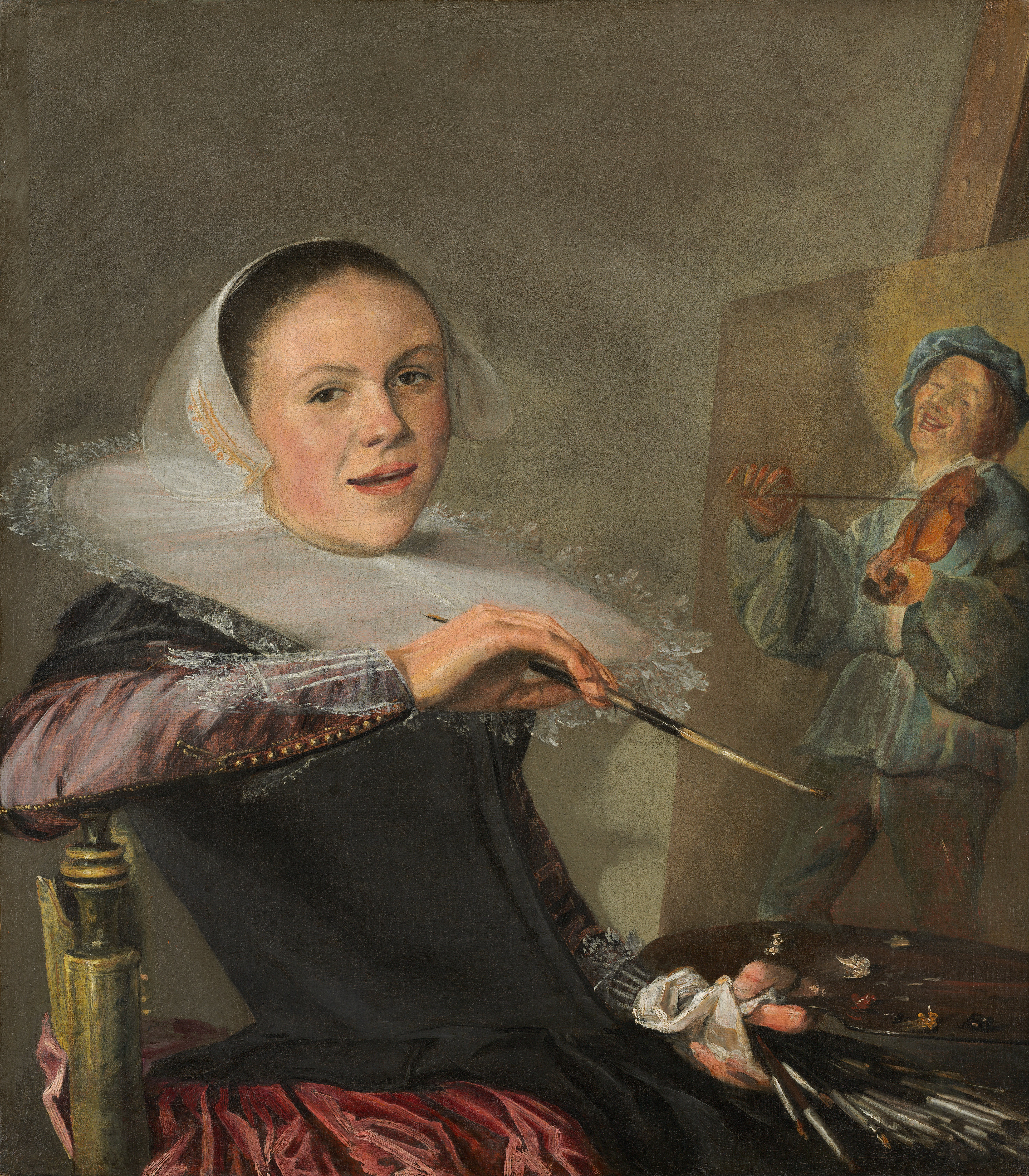
جوديث ليستر، بورتريه ذاتي، 1630، المعرض الوطني للفنون، واشنطن العاصمة.

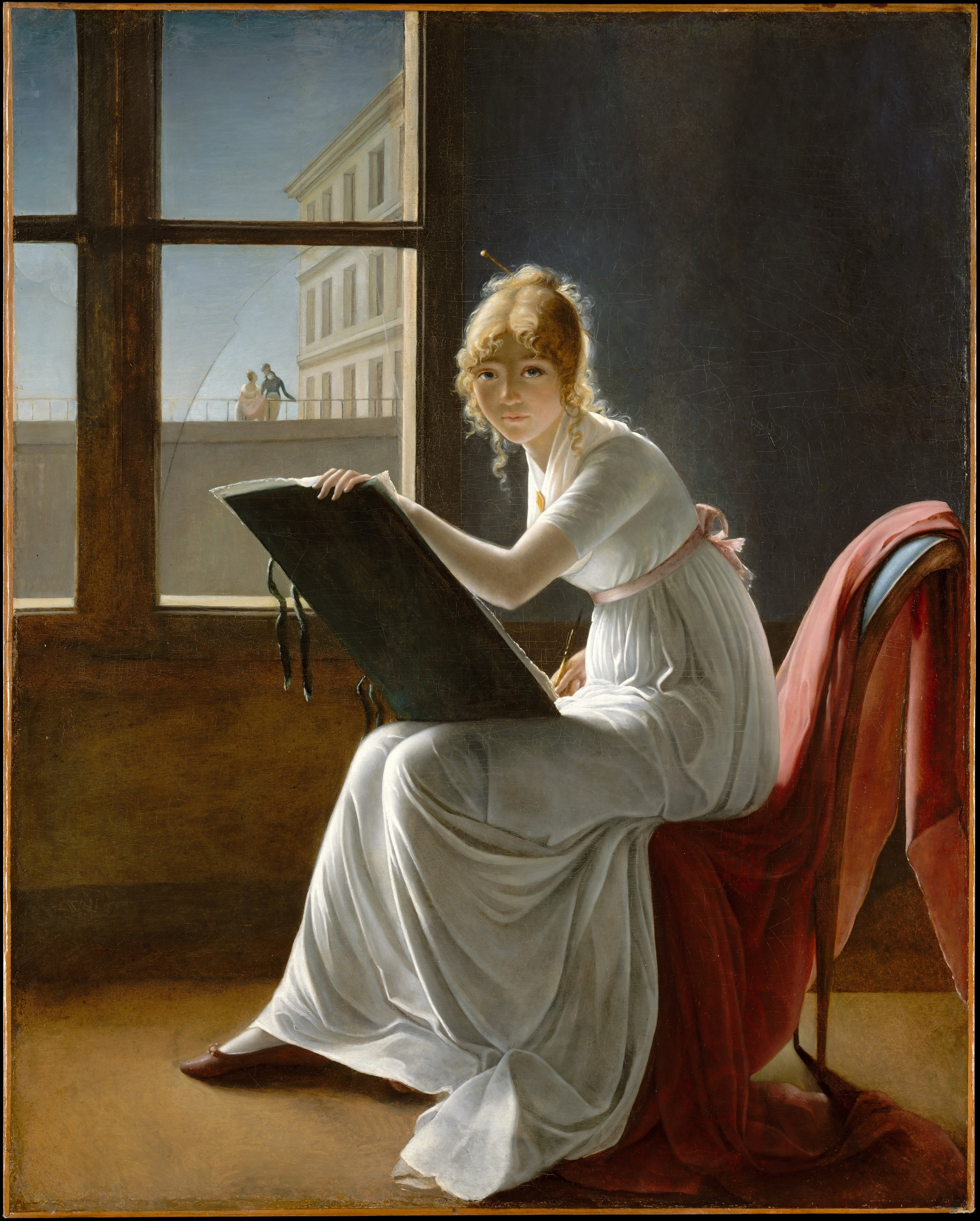
ماري دنيس فيير، بورتريه ذاتي بعنوان شابة ترسم، 1801، متحف المتروبوليتان للفنون.

عادة ما يتم تشويه الفنانات في الروايات التاريخية، سواء بقصد أو بدون قصد، وتلك المفاهيم الخاطئة عادةً ما تفرضها الأعراف السياسية والاجتماعية الخاصة بحقبة زمنية معينة. وهناك عدد من العوامل التي أدّت لهذا؛ منها:
1. ندرة المعلومات عن السيرة الذاتية.
2. عدم الكشف عن الهوية: أكثر نشاط فني للفنانات كان في أعمال فنية لم يوقّعن عليها. وخلال فترة العصور الوسطى، كانت زخرفة المخطوطات مطاردة من قِبَل الراهبات والرهبان على حدٍ سواء.[10]
3. نقابات الرسامين: في فترات العصور الوسطى وعصر النهضة، عملت العديد من النساء في نظام وِرَش عمل، تحت رعاية رئيس ورشة مذكر، كثيراً ما كان هو والدهن. وحتى القرن الثاني عشر، لم تتوفر سجلات عن ورشة عمل ترأستها امرأة، ولا عن أرملة تم السماح لها بتولي منصب زوجها السابق. وفي كثير من الأحيان، وضعت النقابة قواعد تمنع النساء من الحصول على الرتب المختلفة مما أبقاهن «غير رسميات».[11][12]

## معرض صور

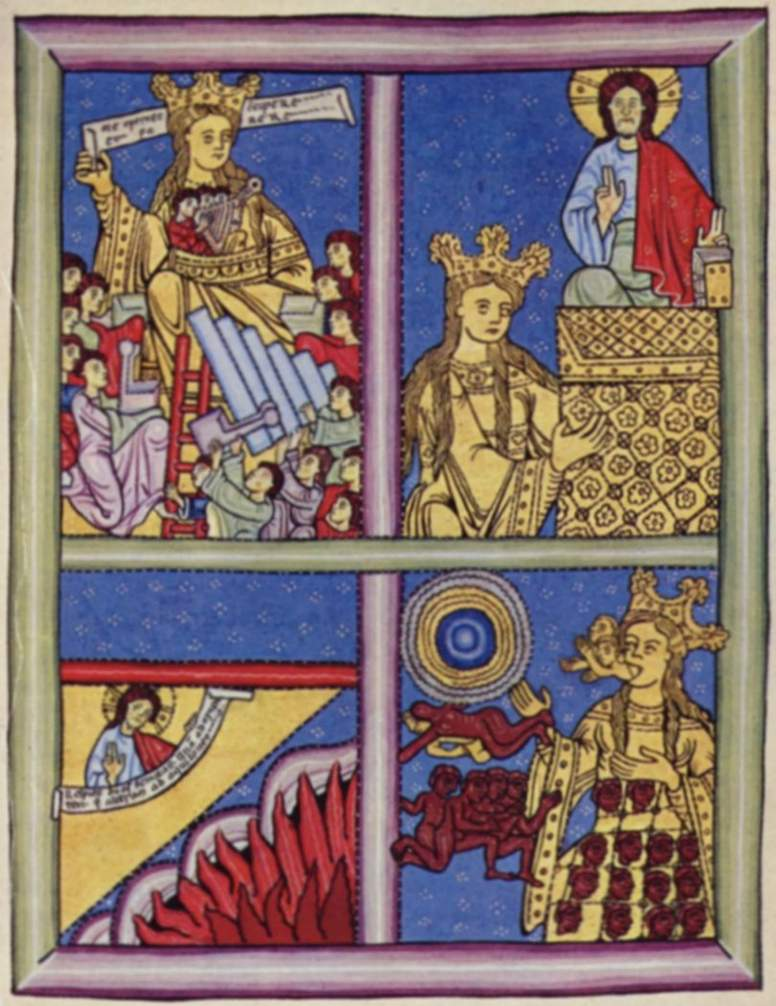
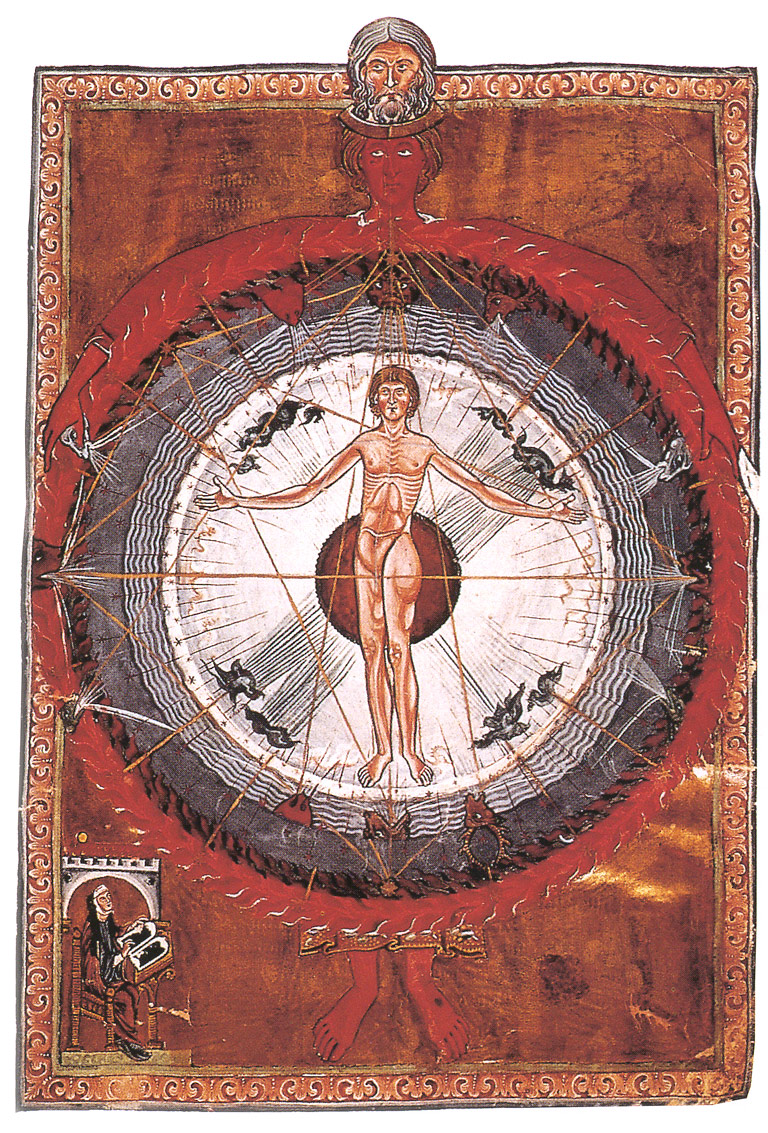
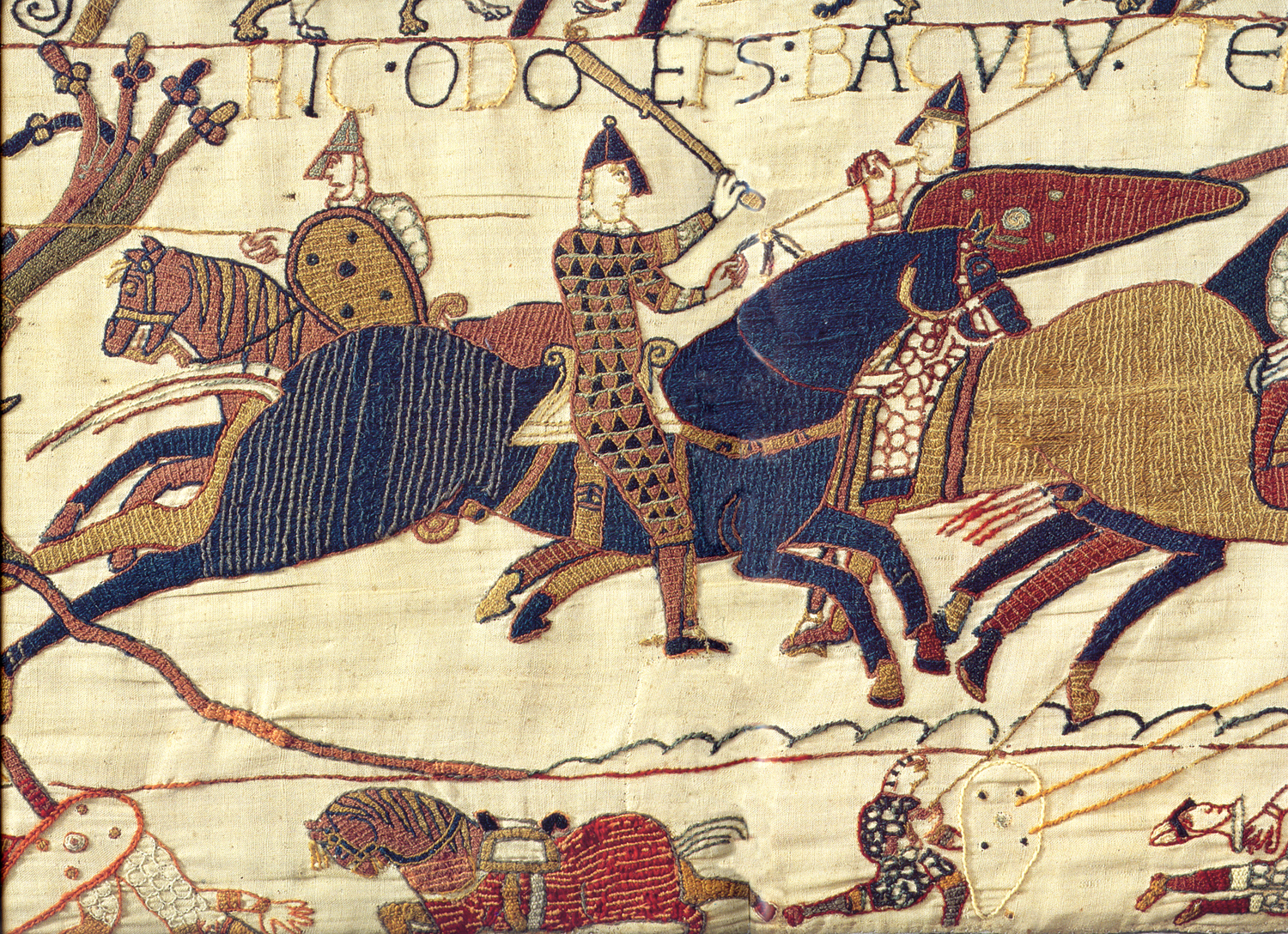
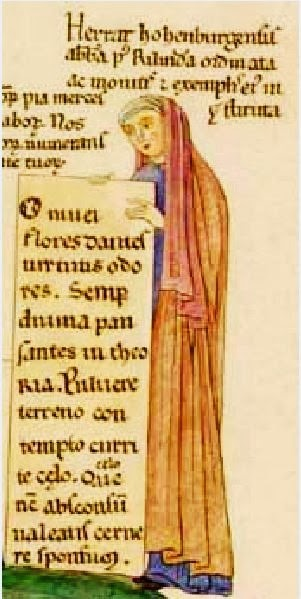